# Палоти (Ферара)
Палоти је насеље у Италији у округу Ферара, региону Емилија-Ромања.
Према процени из 2011. у насељу је живело 18 становника. Насеље се налази на надморској висини од -4 м.